# オペレーション・ミンスミート -ナチを欺いた死体-
『オペレーション・ミンスミート ―ナチを欺いた死体―』（オペレーションミンスミート ナチをあざむいたしたい、Operation Mincemeat）は、2021年のイギリスの戦争ドラマ映画。監督はジョン・マッデン、出演はコリン・ファースとケリー・マクドナルドなど。第二次世界大戦中におけるイギリス軍のミンスミート作戦を描いたベン・マッキンタイアーの著書を原作としている。イギリスを含むヨーロッパの多くの地域ではワーナー・ブラザース・インターナショナルが配給し、北米及び中南米ではNetflixを通じて配信されている。

## ストーリー
プロローグで、どんな物語にも "見えている部分" と "隠れた部分" がある、戦いの物語では特にそうだ、と語られる。"見えている戦い" は勇気・自己犠牲・力 の戦いで、そこでは勝ち負けが明確だが、それと並行して行われる "隠れた戦い"は、策略・誘惑・裏切り が横行する灰色の戦場であり、その戦場にいる人間にはフィクションと現実の境界が曖昧だ、と。
1943年1月、ユダヤ系イギリス人のユーエン・モンタギューは、戦禍を避けて妻子をアメリカに送る。彼の表向きの職業は法廷弁護士だが、その仕事は3年しかしたことがなく、実際にはMI5の仕事をしている。ダブルクロスつまり「対スパイ」工作活動を行う二十委員会に招集され、秘書のヘスター・レゲットを伴うが、周囲の人々には海軍の軍需品管理部門に異動したと見せかける。
ウィンストン・チャーチル首相は、ドイツ軍が占領しているシチリア島が戦略上の要であると判断しそこへ上陸することを決める。同島のドイツ軍の防衛は堅く、このままイギリス軍が上陸しても兵士らは待ち構える大軍と殺戮兵器に大量殺戮されてしまうので、チャーチルとイギリス海軍情報部のジョン・ヘンリー・ゴドフリー提督は、ナチスを騙し連合軍がシチリア島ではなくギリシャを侵攻するつもりであると信じさせドイツ軍の大部分をギリシャに移動させる必要があると考える。
チャールズ・チャムリーは、イギリス人将校の死体に偽のギリシャ侵攻計画書類を持たせてわざと発見させる計画を考えつく。ゴドフリーは、欺瞞作戦は失敗する可能性が高いと危惧しながらも、チャムリー、モンタギュー、イアン・フレミング少佐に計画立案を許す。死体探しは難航するも、モンタギューとチャムリーは路上生活者グリンドゥール・マイケルの死体を手に入れる。死体は冷蔵しても腐敗が進み2ヶ月ほどしか持たないし、シチリア上陸も急がねばならないので、作戦遂行を急がなければならない。
マイケルに「イギリス海兵隊少佐」という偽の身分を与え、ドイツ側が調査し難いように同姓同名が多い「ウィリアム・マーティン（ビル・マーティン）」と名付け、その架空の人物像を膨らまし細部も作り込んでゆき、「ビル」青年には恋人（フィアンセ）がいるという設定が良いと考え、恋人の写真を持たせるために女性の写真を探したところ、事務職員のジーン・レスリーが自分の青春時代の写真を提供することを申し出て、彼女が恋人「パム」となり、「パム」関連の設定の細部を作り込んでゆく。
チームは死体に偽の「ギリシャ侵攻計画書」を持たせるだけでなく、ビルがこの世に実在するとナチス側に信用させるために様々な偽の書類や伝票、さらには「パム」から「ビル」に宛てたラブレターまで作成する。ある日、想定外なことに、死体グリンドゥールの姉が弟の死を知り遺体を引き取りに来て、チームはあわてるが咄嗟に、弟さんは今はお国の組織に雇われ極秘任務で国に貢献しているところだ、などと偽ったり、謝礼金という名目で賄賂を渡す提案もして、ともかく帰ってもらう。
チームは、ドイツに偽の侵攻計画書を渡らせる経由地としてはスペインが良いと判断する。スペインは中立国で、連合国と枢軸国の両方のスパイがいて、この作戦に都合がよいからである。「マーティン少佐」は「乗っていた飛行機が海に墜落し溺死した」という設定にし、イギリス海軍の潜水艦がスペイン沿岸にいる期間でしかも月が欠けている4月30日に投棄することにする。
ゴドフリーはモンタギューの弟が共産主義者でソ連のスパイではないかと疑い、チャムリーにモンタギューを監視させる見返りに、チャムリーの戦死した兄の行方不明の遺体を探して返す約束をする。
チャムリーは、寡婦のジーンに恋をするが、妻子あるモンタギューとジーンが互いに恋愛感情を持ち始めていることに気づいて嫉妬にかられ、二人の恋を邪魔しようと、モンタギューには妻子がいることをジーンに繰り返し思い出させる。チャムリーの策略通り、ジーンはモンタギューに妻子がいることを思い出しては悩むようになる。モンタギューはジーンの心の変化に気づき、恋の邪魔をしているのはチャムリーだと気づき、モンタギューとチャムリーは互いに対して憎悪の感情を持つようになる。
作戦チームは「マーティン少佐」が持つ手紙類の文章を作成しゴドフリーに承認してもらうのにはかなり手こずり、2ヶ月もかかってしまったが、なんとか予定日に間に合わせ、侵攻計画書が敵側スパイに読まれたかどうか、後で判別できるよう、それに（ジーンの）睫毛1本も挟み、それらを死体のポケットやカバンに入れる。予定通り「マーティン少佐」の死体はイギリス海軍の潜水艦に乗せられ、スペイン沿岸で投棄され、漁師に発見され、スペイン当局のもとに渡る。
チームはイギリス側が「マーティン少佐」の持ち物を必死に取り戻そうとしているかのように装うことでドイツ側がそれに関心を持ち欲しがるように仕向け、マドリード駐在のイギリス海軍武官であるデビッド・エインズワース大佐はスペイン秘密警察の幹部に会い、死体から発見された書類がドイツ側に渡るようとりはからう。偽の侵攻計画書がチームの望み通りドイツ側に渡ったのか、渡らなかったのか、判別がつかない宙ぶらりんの状況が2週間ほども続いた後、「マーティン少佐」の持ち物がスペイン当局からイギリス側に返却されるとほぼ同時に、スペイン国内のドイツ側スパイもドイツ本国に移動したと連絡が入り、これらの事実をどう解釈すればよいのか悩む。
チームは戻った持ち物を詳細に調べ、睫毛が消えていることに気づくが、わずか睫毛1本の変化だけで欺瞞作戦が成功したと判断して連合軍兵士数十万人の命を危険にさらしてよいのか悩む。さらに詳細に調べ、書類の紙の曲がり具合も変化しているので、偽の侵攻計画書はたしかに敵側に盗み読まれたと判明、ともかくドイツ側は偽情報を入手しただろうと推察する。あとは、ナチスがその情報をどのように扱うべきと判断するかが問題だ。
ジーンの自宅に突然、チームがよく行くクラブのウェイターのテディが忍び込み、自分はドイツ国内の反ヒトラー派のスパイだと言い、「マーティン少佐」の持ち物の「パム」の写真としてジーンの写真が使われていることを指摘し、命を脅して尋問する。ジーンは「マーティン少佐」が隠密行動を取っていた実在の人物であり、「パム」からの偽のラブレターも持ってはいたが、本物の書類も携行していた、と嘘をつく。
ジーンの自宅にモンタギューとチャムリーが駆けつけ、モンタギューは "ジーンの身の安全を確保するため" と称して、ジーンにしばらくモンタギューの自宅のゲストルームに泊まるよう言う。それを聞いたチャムリーは、モンタギューがこの件にかこつけて同棲してジーンとの関係を深めようとしていると察知し怒り、モンタギューは弟の件も含めて作戦に私事を持ち込んでいると激しく非難。モンタギューは弟の件を公表されれば自分は破滅する、と言い恐怖を感じつつも、開き直って「どうする気だ？　お前の次の手は何だ？」とも言う。
テディの件についてモンタギューとチャムリーは、ドイツ陸軍情報部のアレクシス・フォン・レンネ大佐が、ヒトラーに報告する前にギリシャ侵攻の情報の真偽を確かめさせたのだろう、また同時に、ドイツ側に偽情報は渡ったから予定通りシチリア侵攻を実行しろ、と反ヒトラー派がイギリス側にほのめかしたのだ、とも推測する。つまり反ヒトラー派であるとされるフォン・レンネ大佐が、意図的にチームの欺瞞作戦に便乗し、連合軍のシチリア侵攻を成功させヒトラー失脚を図る可能性に期待する。
チャムリーは、モンテギューが選択を迫った "次の一手"として、ジーンをダンスに誘い、ジーンの耳元で「モンタギューにとっては、全てがただのゲーム（遊び）だ。この戦争もそうだし、恋もそうだ」と言って、ジーンはモンタギューに遊ばれているだけだ、とほのめかす。その言葉を聞いてジーンは、自分は妻子あるモンタギューと真剣に恋をしているつもりだが、ただ遊ばれているだけの惨めな存在なのかも知れないと感じ、また自分に恋しているチャムリーをひどく傷つけてしまっていたことを自覚し罪悪感も感じる。ジーンは、自身が「パム」だとバレた件も衝撃だったが、モンタギューとの不倫関係を望んでいる自分の悩みも、チャムリーも含めた三角関係も、すでに限界状態に達したと感じ、別の仕事を見つけてロンドンを去る。
ドイツ軍がギリシャに集結したとの情報が流れるが、この情報もドイツ側の欺瞞作戦による偽情報で自分たちの側が騙されているのではないかとチームは疑心暗鬼にかられる。チャムリーとモンタギューは二人とも、ドイツとの諜報合戦にも、二人の恋の戦いにも、うんざりして激しい吐き気を感じる。ゴドフリーが約束した通り、チャムリーの兄の遺体が見つかり返ってくると連絡が入る。
チャーチルはシチリア侵攻を決断し、それが実行される7月10日の当日、欺瞞作戦が本当に成功したのかしていないのか自分たちでも分からないチームとしては、固唾を飲んで戦況報告を待つほかない。目を閉じ手を組み真剣に神に祈るメンバーも。地下の作戦室は長い沈黙に包まれる。テレタイプの作動音がそれを破り、連合国は最小限の犠牲でシチリア島占領に成功したと伝え、チームは歓喜する。
作戦成功直後の朝のロンドンの屋外で、モンタギューとチャムリーはなかば放心状態で対話。我々は人の命を救った、ヒトラーを騙したのはすごいことだ、と語り合う。チャムリーは兄の遺体を返してもらう代わりにモンタギューを監視していたと告白し自分の罪も認め、それを聞いたモンタギューはチャムリーの兄の葬儀に出席すると応え、さらに「妻に手紙を書く」と言うことで、暗に恋のゲームは終了しノーサイドになったと言う。二人の物語の "隠れた部分" である、ジーンをめぐる戦いも終わった。和解した二人は作戦の成功を祝うため、まだ朝だが一緒にパブに飲みに行く。
エピローグでチームメンバーのその後が語られる。モンタギューは妻子と再会して幸せに暮らし1985年に没し、ジーンはシチリア上陸作戦に参加した兵士と戦後に結婚し、ヘスターは海軍省の秘書の管理職となり、チャムリーは1952年までMI5で勤務し結婚し生涯この欺瞞作戦については沈黙を守った、と。「マーティン少佐」の身分は54年間謎のままだったが、1997年にイギリス政府はスペインの彼の墓石に真の名前「グリンドゥール・マイケル」を彫った、と。

## キャスト
※括弧内は日本語吹替。
- ユーエン・モンタギュー（英語版）少佐: コリン・ファース（森田順平） - 法廷弁護士。
- ジーン・レスリー: ケリー・マクドナルド（たなか久美） - 海軍情報部の寡婦の事務職員。
- チャールズ・チャムリー（英語版）空軍大尉: マシュー・マクファディン（谷内健）
- ヘスター・レゲット: ペネロープ・ウィルトン（おまたかな） - ユーエン・モンタギューの秘書。
- イアン・フレミング少佐: ジョニー・フリン（清水裕亮）- 海軍情報部員、ゴドフリー提督の秘書
- グリンドゥール・マイケル/ビル・マーティン少佐: ローン・マクファディエン - 死んだ路上生活者。
- ロジャー・ディアボーン: ローン・マクファディエン（野沢聡） - グリンドゥールに瓜二つの米軍将校。
- ジョン・ヘンリー・ゴドフリー/M: ジェイソン・アイザックス（谷昌樹） - ユーエン、チャムリー、フレミングの上官。海軍情報部を指揮する提督。
- アイリス・モンタギュー: ハティ・モラハン（英語版） - ユーエンの妻。
- ウィンストン・チャーチル: サイモン・ラッセル・ビール（魚建） - イギリス首相。
- ベントレー・パーチェス（英語版）: ポール・リッター（斎藤寛仁） - 検死官。
- アイヴァー・モンタギュー（英語版）: マーク・ゲイティス - ユーエンの弟。
- カール・クーレンタール（英語版）: アレクサンダー・ベイヤー（英語版） - ドイツのスパイ。
- デビッド・エインズワース大佐: ニコラス・ロウ（英語版）（三瓶雄樹） - マドリード駐在のイギリス軍駐在武官。
- サルバドール・ゴメス＝ビア少佐: ウィル・キーン（英語版） - エインズワース大佐の助手。
- ドリス・マイケル: ガブリエル・クリービー - グリンドゥールの姉。

日本語吹替版その他：佐久間元輝、赤坂柾之、米倉希代子、小林さとみ、橋本雅史、玉井勇輝、中村綾、三重野帆貴、古木海帆
日本語版制作スタッフ 演出：高橋剛、翻訳：藤江さお里、制作：IMAGICAエンタテインメントメディアサービス

## 製作
2019年5月、本作について、ジョン・マッデン監督、コリン・ファース主演と発表された。10月には、ケリー・マクドナルドが本作に参加した。12月には、マシュー・マクファディン、ペネロープ・ウィルトン、ジョニー・フリン、トム・ウィルキンソン、ハティ・モラハン、サイモン・ラッセル・ビール、ポール・リッター、マーク・ゲイティスがキャストに加わった。2020年3月には、ジェイソン・アイザックスがキャストの一員として発表された。
2019年12月にロンドンとスペインの間で主要撮影が開始された。撮影場所としては、2020年2月に戦闘シーンを撮影したノースデボンのサウントンビーチや2021年3月に撮影したマラガが挙げられる。

## 公開
2021年2月、 Netflixは北米およびラテンアメリカにおける本作の配給権を獲得した。ワーナー・ブラザース・インターナショナルはこれまで、英国、アイルランド、フランス、ドイツ、スペイン、イタリア、ベルギー、オランダ、ルクセンブルグでのの配給権を獲得していた。
2021年11月から12月にかけてオーストラリアで開催された「British Film Festival 2021」で初上映された。イギリスでの公開は2022年1月14日の予定だったが、同年4月22日に延期され、最終的に同年4月15日となった。

## 作品の評価
Rotten Tomatoesによれば、113件の評論のうち高評価は83%にあたる94件で、平均点は10点満点中6.6点、批評家の一致した見解は「事実に基づいたストーリーが、ここで紹介されているよりも魅力的で奇想天外であるとわかったとしても、『オペレーション・ミンスミート ―ナチを欺いた死体―』が魅力的で演技の素晴らしい戦時ドラマであることに変わりはない。」となっている。
Metacriticによれば、27件の評論のうち、高評価は14件、賛否混在は12件、低評価は1件で、平均点は100点満点中65点となっている。